# 金哲 (政治家)
金 哲（キム・チョル、1926年7月1日 - 1994年8月11日）は、韓国の政治家、社会主義運動家。開かれたウリ党院内代表や民主党代表、新政治民主連合の共同代表などの要職を歴任した金ハンギルは息子である。

## 歩み
1949年、日本に渡航し、居留民団に参加したが、1952年に帰国して自由党結成に参加した。しかし、李承晩による族青（民族青年団）系に対する粛清に巻き込まれたため、自由党を脱党して再び日本に渡航した。日本渡航中に、社会主義インターナショナル（SI）が発表した『フランクフルト宣言』 を読み共感したことがきっかけで、民主社会主義に目覚めるようになった。
1957年に帰国後、革新政党の創党を試みるが、李承晩政権による反共体制の元で実現できなかった。1960年の4月革命後に結成された韓国社会党に参加、7月の総選挙で革新政党が惨敗後、翌61年に結成された統一社会党（統社党）の結成に主導的な役割を果たし、国際局長に就任した。しかし、同年5月に発生した軍事クーデター後は事実上の亡命状態となり、その間、西欧各地の社会民主主義政党を訪問した。
軍政から民政（第三共和国）移行後、1964年に帰国、翌65年に統社党発起人大会を開催した。統社党は1969年にSIの正会員となった。1970年、統社党の委員長と翌71年大統領選挙の候補者に選出された（後に野党候補一本化を理由に辞退）。大統領選挙後の1971年8月、南北関係改善と平和統一を主張したことを理由に国家保安法及び反共法違反で拘束された。
1972年に維新体制（第四共和国）が樹立されると、1974年11月に発表された「民主回復国民宣言」の署名者の1人 となるなど、維新体制に反対する運動に取り組んだ。この間、1975年には緊急措置9号違反で逮捕され、翌1976年の裁判で懲役3年・資格停止2年の宣告を受けた（死去後の2013年9月に行われた再審公判で無罪宣告）。朴正煕が暗殺された翌年の1980年、全斗煥を中心とする新軍部が発足させた国家保衛立法会議の委員に任命、1985年には社会民主党を発足させるなど、民主的社会主義者の立場から政治活動に関わり続けた。